# Des Moines County
Das Des Moines County ist ein County im US-amerikanischen Bundesstaat Iowa. Im Jahr 2020 hatte das County 38.910 Einwohner und eine Bevölkerungsdichte von 36,1 Einwohnern pro Quadratkilometer. Der Verwaltungssitz (County Seat) ist Burlington.

## Geografie
Das County liegt im Südosten Iowas und grenzt im Osten an Illinois, von dem es durch den Mississippi getrennt wird. Die Grenze Iowas zu Missouri verläuft rund 60 km südlich und südöstlich. Das County hat eine Fläche von 1113 Quadratkilometern, wovon 35 Quadratkilometer Wasserfläche sind.
Im Süden wird das Des Moines County bis zu dessen Mündung in den Mississippi durch den Skunk River begrenzt. Der Flint Creek durchfließt das Zentrum des Countys und mündet bei Burlington ebenfalls in den Mississippi.
An das Des Moines County grenzen folgende Nachbarcountys:
|              | Louisa County | Mercer County (Illinois)    |
| Henry County |               | Henderson County (Illinois) |
|              | Lee County    |                             |

## Geschichte
Des Moines County wurde am 1. Oktober 1834 gebildet. Benannt wurde es nach dem Des Moines River, bis zu dessen linken Ufer sich das County damals noch erstreckte.

## Bevölkerung

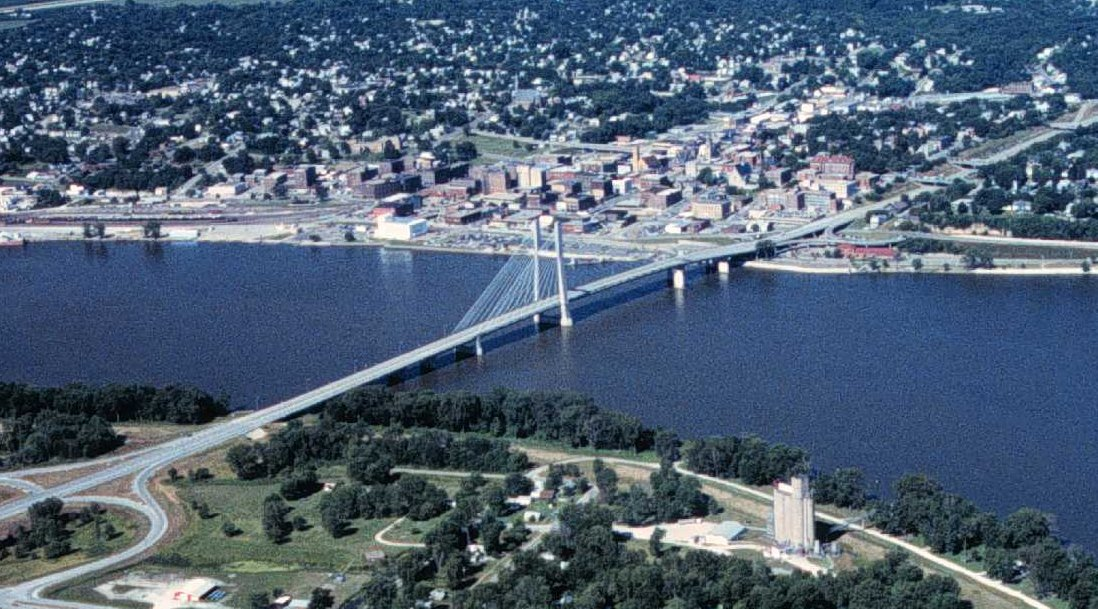
Blick auf Burlington im Des Moines County

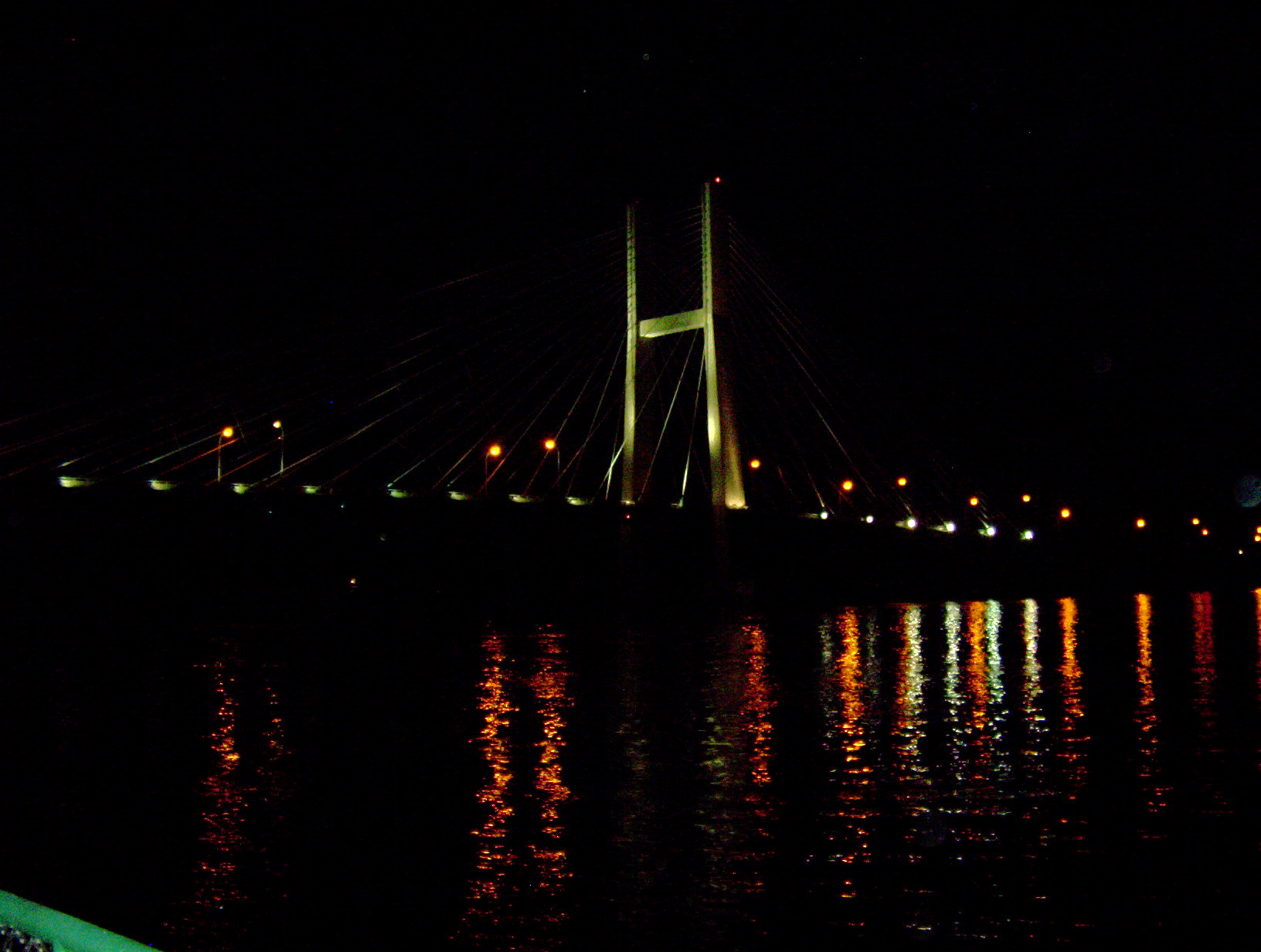
U.S. Highway 34-Brücke über den Mississippi bei Burlington

Nach der Volkszählung im Jahr 2010 lebten im Des Moines County 40.325 Menschen in 17.126 Haushalten. Die Bevölkerungsdichte betrug 37,4 Einwohner pro Quadratkilometer. In den 17.126 Haushalten lebten statistisch je 2,35 Personen.
Ethnisch betrachtet setzte sich die Bevölkerung zusammen aus 91,0 Prozent Weißen, 5,1 Prozent Afroamerikanern, 0,2 Prozent amerikanischen Ureinwohnern, 0,7 Prozent Asiaten sowie aus anderen ethnischen Gruppen; 2,3 Prozent stammten von zwei oder mehr Ethnien ab. Unabhängig von der ethnischen Zugehörigkeit waren 2,6 Prozent der Bevölkerung spanischer oder lateinamerikanischer Abstammung.
23,2 Prozent der Bevölkerung waren unter 18 Jahre alt, 59,2 Prozent waren zwischen 18 und 64 und 17,6 Prozent waren 65 Jahre oder älter. 51,4 Prozent der Bevölkerung war weiblich.

Das jährliche Durchschnittseinkommen eines Haushalts lag bei 41.273 USD. Das Prokopfeinkommen betrug 23.114 USD. 12,8 Prozent der Einwohner lebten unterhalb der Armutsgrenze.

## Ortschaften im Des Moines County
Citys
| - Burlington - Danville - Mediapolis | - Middletown - West Burlington |

Census-designated place (CDP)
- Beaverdale

Unincorporated Communities
| - Augusta - Dodgeville - Fairway Center - Kingston | - Kossuth - Latty - Northfield - Prairie Grove | - Prospect Hill - Sperry - Spring Grove - Yarmouth |

## Gliederung
Das Des Moines County ist in 12 Townships eingeteilt:
| Township             | Einwohner (2010) | FIPS     |
| -------------------- | ---------------- | -------- |
| Benton Township      | 803              | 19-90207 |
| Concordia Township   | 714              | 19-90813 |
| Danville Township    | 759              | 19-90888 |
| Flint River Township | 2227             | 19-91347 |
| Franklin Township    | 752              | 19-91401 |
| Huron Township       | 329              | 19-92010 |

| Township                | Einwohner (2010) | FIPS     |
| ----------------------- | ---------------- | -------- |
| Jackson Township        | 129              | 19-92112 |
| Pleasant Grove Township | 447              | 19-93390 |
| Tama Township           | 1088             | 19-94080 |
| Union Township          | 777              | 19-94203 |
| Washington Township     | 304              | 19-94488 |
| Yellow Springs Township | 553              | 19-94803 |

Die Städte Burlington, Danville, Mediapolis, Middletown und West Burlington gehören keiner Township an.